# Муристан

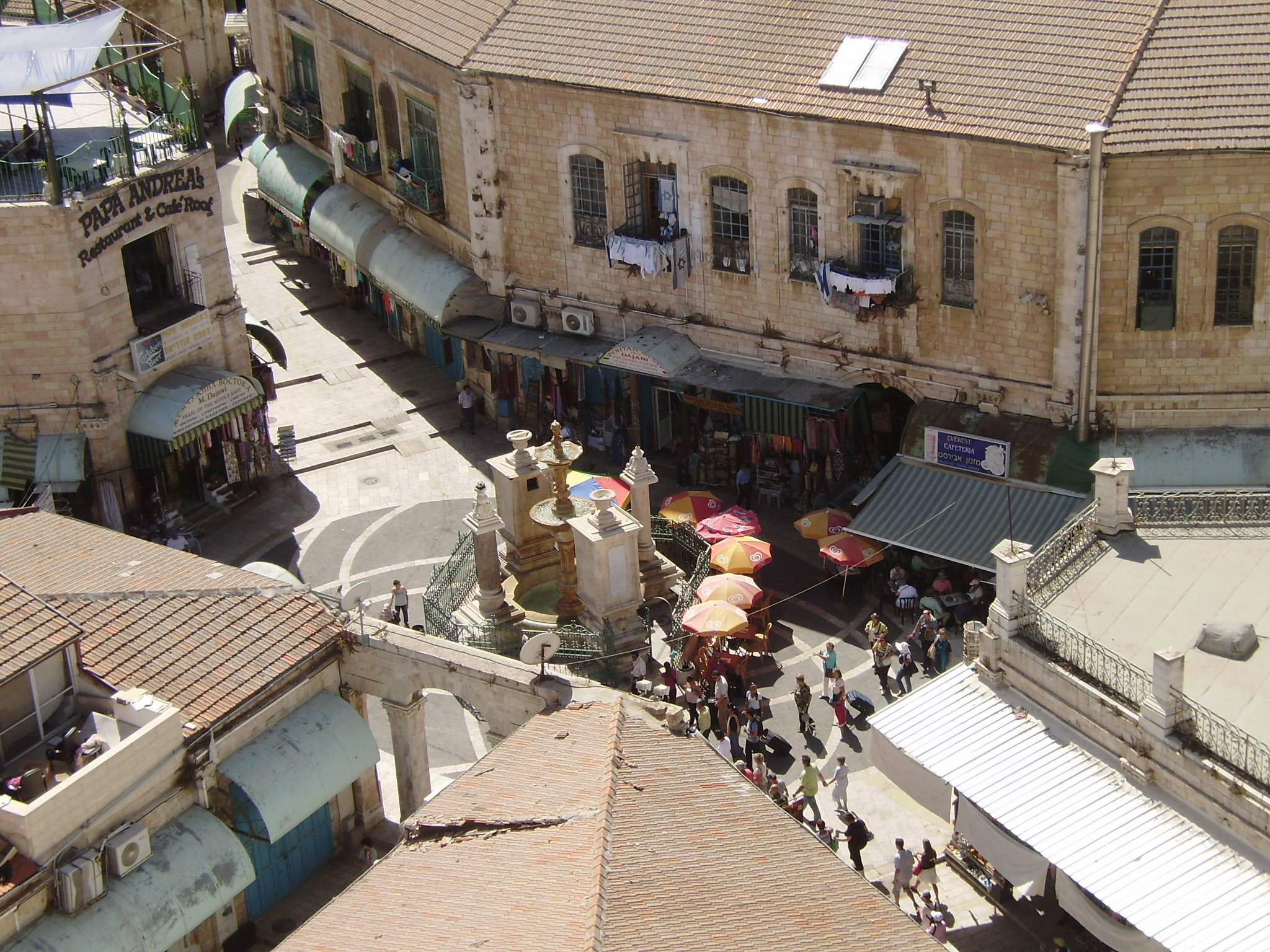
Ринковий район Муристану, Сук-Афтімос, із фонтаном Муристан у центрі

Муристан (івр. מוריסטן, араб. مورستان) — історичний район в Старому місті Єрусалима. Він був місцем розташування першого Бімаристану (від перської Bimārestān بیمارستان, що означає «лікарня») лицарів-госпітальєрів. Сьогодні в ньому знаходиться ринок Сук-Афітмос та комплекс вулиць з магазинами у християнському кварталі Старого міста Єрусалима.

## Християнська легенда
Територія на південь від Храму Гробу Господнього має давню традицію, що датується часами Юди Маккавея (II століття до н. е.), засновану на подіях, описаних у Другій книзі Маккавеїв. Згідно з легендою, цар Антіох V вирушив вдо Єрусалима, щоб покарати первосвященика за розграбування гробниці Давида. Коли він був на Голгофі, у божественному видінні цар отримав наказ помилувати первосвященика і побудувати на цьому місці лікарню для догляду за хворими та бідними. У 1496 році Вільям Каурсен, віце-канцлер госпітальєрів, писав, що Юда Маккавей та цар Йоханан Гіркан заснували лікарню на цьому місці.

## Історія

### Римський період
У 130 році Адріан відвідав руїни Єрусалиму в Юдеї, що залишилися після Першої римсько-єврейської війни 66–73 років. Він відбудував місто, перейменувавши його в Елію Капітоліну на честь себе та Юпітера Капітолійського, головного римського божества. Адріан розташував головний форум міста на перехресті головних вулиць — Кардо і Декуманус Максимус, тепер це місце розташування району Муристан. Адріан побудував великий храм богині Венери, який пізніше став церквою Гробу Господнього. Найдавніша історична згадка про місцезнаходження Муристан датується 600 роком нашої ери, коли абат Проб отримав доручення Папи Римського Григорія Великого побудувати лікарню в Єрусалимі для лікування та догляду за християнськими паломниками до Святої Землі. Цей притулок, швидше за все, було зруйновано приблизно через чотирнадцять років, коли Єрусалим було захоплено перською армією, а християнські жителі були вбиті, а їхні церкви та монастирі знищені. Ймовірно, будівлю було відновлено після того, як Єрусалим знову потрапив під візантійське панування в 629 році.

### Ранній мусульманський період

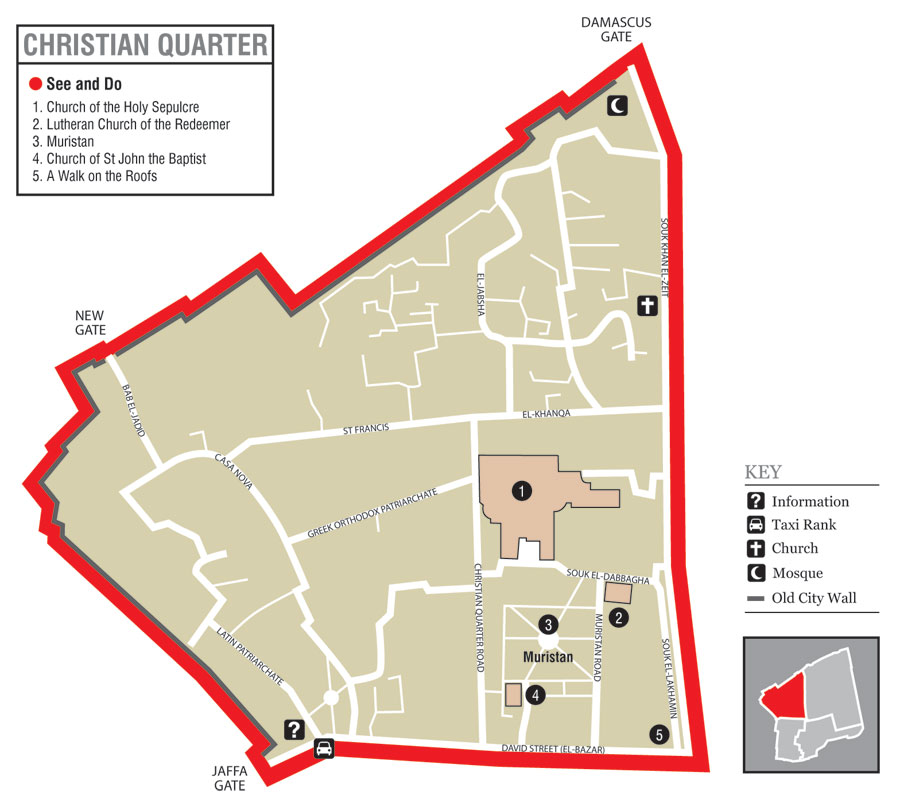
Карта Християнського кварталу в Єрусалимі, Муристан з церквою Св. Іоанна показана в нижньому правому куті (натисніть на зображення для збільшення).

Арабське панування після 637 року дозволило свободу віросповідання, і відновленому хоспісу, ймовірно, дозволили продовжувати служити своїй первісній меті. У 800 році Карл Великий, імператор Священної Римської імперії, розширив хоспіс і додав до нього бібліотеку. Монах Бернар, який написав звіт про свій візит до Єрусалиму в 870 році, згадує бенедиктинський шпиталь неподалік від церкви Гробу Господнього. У 993 році Маркіз Тосканський Гуго і його дружина наділили лікарню значним майном в Італії.
У 1009 році фатімідський халіф Аль-Хакім зруйнував шпиталь і велику кількість інших будівель в Єрусалимі. У 1023 році халіф Алі аз-Захір дав італійським купцям з Амальфі та Салерно дозвіл відбудувати хоспіс, монастир і каплицю в Єрусалимі. Серед цих купців був Маурос, амальфітанський купець, родина якого мала зв'язки з  Константинополем, Мілетом і Амальфі, який разом зі своєю матір'ю Анною та її братом Костянтином надавав пожертви монастирю Святого Лаврентія в Амальфі і який, ймовірно, мав певний зв'язок із Жераром Блаженним, засновником Ордену Лицарів Святого Іоанна Єрусалимського (Госпітальєрів) 
Після того, як у Палестині та Сирії відбулося повстання серед бедуїнів (1024—1029), в угоді 1027 року між фатімідським халіфом Алі аз-Захіром і візантійським імператором Костянтином VIII, Костянтин дозволив визнавати ім'я халіфа в мечетях у володінні імператора та відновити мечеть у Константинополі. Хоспіс, який був побудований на місці монастиря Святого Іоанна Предтечі, приймав християн-паломників, які подорожували щоб відвідати святині. На схід від цього шпиталю, відділений від нього провулком, у 1080 році був побудований новий шпиталь для паломників. Обидві лікарні залишалися під контролем бенедиктинського абата. У 1078 році Єрусалим був захоплений сельджуками, які утискали християнське населення, змушували паломників платити великі податки за відвідування Святих місць і навіть викрали патріарха Єрусалима. Незважаючи на переслідування, бенедиктинський шпиталь продовжував своє служіння. Архієпископ Іоанн Амальфійський записує, що під час свого паломництва до Єрусалиму в 1082 році він відвідав цю лікарню. У серпні 1098 року сельджуки були вигнані з міста єгипетським візиром Аль-Афдалом. Наприкінці єгипетської окупації (липень 1099 р.) лікарнею для жінок керувала знатна римська жінка на ім'я Агнес, тоді як лікарнею для чоловіків керував чернець, відомий як брат Жерар (Блаженний).

### Період хрестоносців

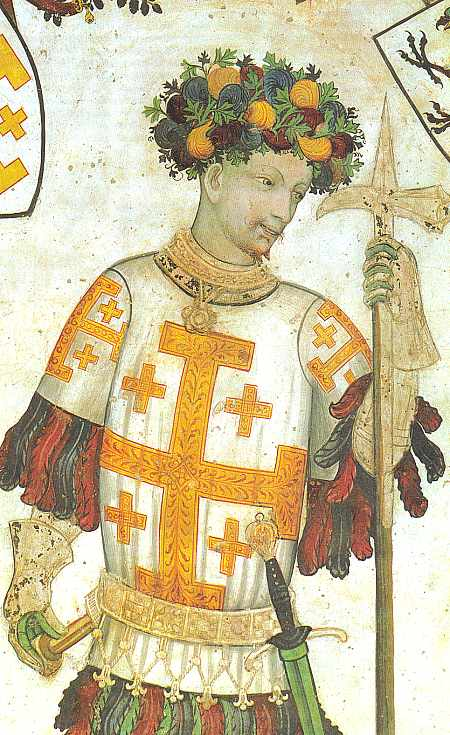
Готдфрід Буйонський, який надав пожертви шпиталю у Муристані після Першого хрестового походу. Фреска в замку Манта.

Під час облоги Єрусалиму (1099) в ході Першого хрестового походу, єгипетський губернатор Іфтіхар ад Даула ув'язнив брата Жерара. Після захоплення Єрусалима хрестоносцями, Годфріда Буйонський звільнив брата Жерара і дозволив йому відновити керування шпиталем для чоловіків та зробив для нбого пожертви. Жерар дотримувався політики прийому всіх нужденних пацієнтів, незалежно від віросповідання. У той час як шпиталь для жінок залишався під контролем бенедиктинців, брат Жерар відійшов від цього Ордену, прийняв правила августинців і реорганізував Fratres Hospitalarii в регулярний Релігійний Орден під захистом святого Івана Хрестителя. Таким чином, члени Ордену стали відомі як лицарі Святого Іоанна або госпітальєри.

Офіційне заснування Ордену лицарів-госпітальєрів під проводом брата Жерара було підтверджено папською буллою Папи Пасхалія II у 1113 році. Жерар отримав територію та доходи для свого ордену по всьому Єрусалимському королівству та за його межами. Його наступник, Раймон дю Пюї де Прованс, значно розширив лазарет. Найдавніший опис першого госпіталю Суверенного Військового Ордену Святого Іоанна в Єрусалимі був написаний німецьким паломником Іоганом Вюрцбурзьким, який відвідав Єрусалим біля 1160 року:
Навпроти Храму Гробу Господнього, на протилежному боці дороги на південь, є прекрасна церква, побудована на честь Івана Хрестителя, до якої прибудована лікарня, де в різних кімнатах зібрана величезна кількість хворих людей, і чоловіків і жінок. За ними щоденно доглядають і відновлюють здоров'я за дуже великі кошти. Коли я був там, я дізнався, що загальне число цих хворих досягає двох тисяч, з яких іноді протягом одного дня і ночі більше п'ятдесяти виносять мертвими, тоді як багато інших постійно прибувають. Що я можу ще сказати? Той самий дім постачає продовольством стільки людей поза ним, скільки й тих, що знаходяться всередині, на додаток до безмежної милості, яку він щодня обдаровував бідними людьми, які просять свій хліб від дверей до дверей і не ночують у хаті, так що весь сума його витрат, безсумнівно, ніколи не може бути підрахована навіть його менеджерами та розпорядниками. На додаток до всіх цих грошей, які витрачаються на хворих та інших бідних людей, цей самий дім також утримує у своїх різних замках багато людей, навчених до всіх видів військових вправ для захисту землі християн від вторгнення сарацинів.

### Аюбідський період і пізніший занепад
Після захоплення Єрусалиму аюбідським султаном Салах ад-Діном в жовтні 1187 року всі, християни були змушені залишити Єрусалим. Госпітальєрам було дозволено залишити в місті десятьох лицарів зі свого числа для догляду за хворими та пораненими, поки ті не зможуть покинути місто. Салах ад-Дін передав будівлі госпітальєрів закладеній ним в цьому районі мечеті Омара, яку звели місці молитви халіфа Омара в 637 році (тоді халіф відмовився молитись в Храмі Гробу Господнього, щоб не створювати прецедент і тим самим не поставити під загрозу статус храму як християнського місця і натомість помолився назовні у внутрішньому дворі храму). Племінник Салах ад-Діна, султан Аль-Каміль у 1216 році в місці, де була монастирська церква заснував прихисток для божевільних і саме в цей час цю територію почали називати Муристаном. Приміщення шпиталю продовжували використовуватися для догляду за хворими та пораненими. У XVI столітті це місце залишилося безлюдним, і величні споруди з часом перетворилися на руїни.

### XIX століття

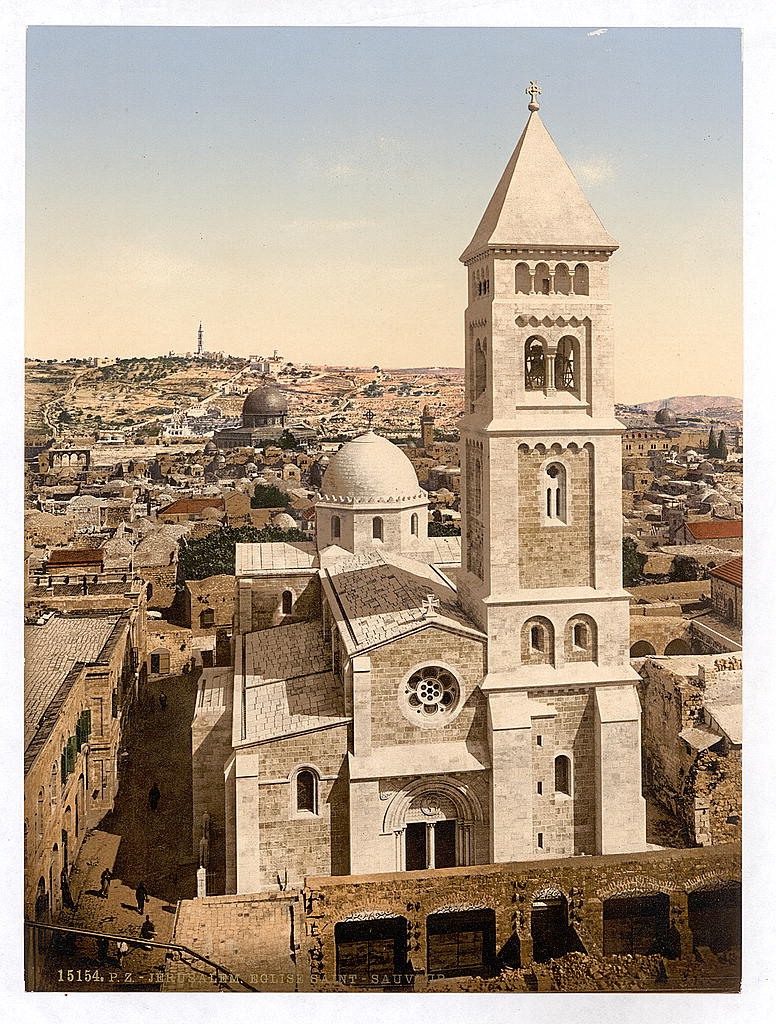
Церква Спасителя (Erlöserkirche), 1900 рік.

У 1868 році султан Мехмед VI подарував східну частину цієї території наслідному принцу Пруссії Фрідріху Вільгельму під час його візиту до Єрусалиму. У той час принц був магістром ордену Йоганнітерорден, протестантського правонаступника колишньої гілки лицарів-госпітальєрів. Німецькі лицарі проклали дорогу через Муристан з півночі на південь, назвавши її вулицею принца Фредеріка Вільгельма, і це володіння стало центром німецької колонії в Єрусалимі. Починаючи з 1841 року, німецькі християни-протестанти прибували до Палестини, щоб підтримати християнську меншість у цьому регіоні через благодійність та місіонерську роботу. Уряд Німеччини сприяв процесу видалення завалів у цьому районі та його відновлення. Наприкінці 1800-х років вони перебудували церкву хрестоносців Св. Марії Латинської як Лютеранська церква Спасителя (Erlöserkirche). У нинішній неороманській будівлі збереглися старі клуатри, трапезна, первісний план середньовічної церкви. Кайзер Вільгельм II особисто був присутній на освяченні церкви 31 жовтня 1898 року (День Реформації), коли він і його дружина Августа-Вікторія стали першими західними правителями, які відвідали Єрусалим. Церква Спасителя, яка знаходиться під контролем Євангельської Церкви в Німеччині (EKD) через Євангельський Єрусалимський Фонд (Evangelische Jerusalemstiftung, EJSt), наразі служить англомовній конгрегації, спонсорованій ELCA, німецькомовній конгрегації та місцевій арабомовній громаді. Церква також є штаб-квартирою німецького пробста та єпископа євангельсько-лютеранської церкви в Йорданії (ELCJ).

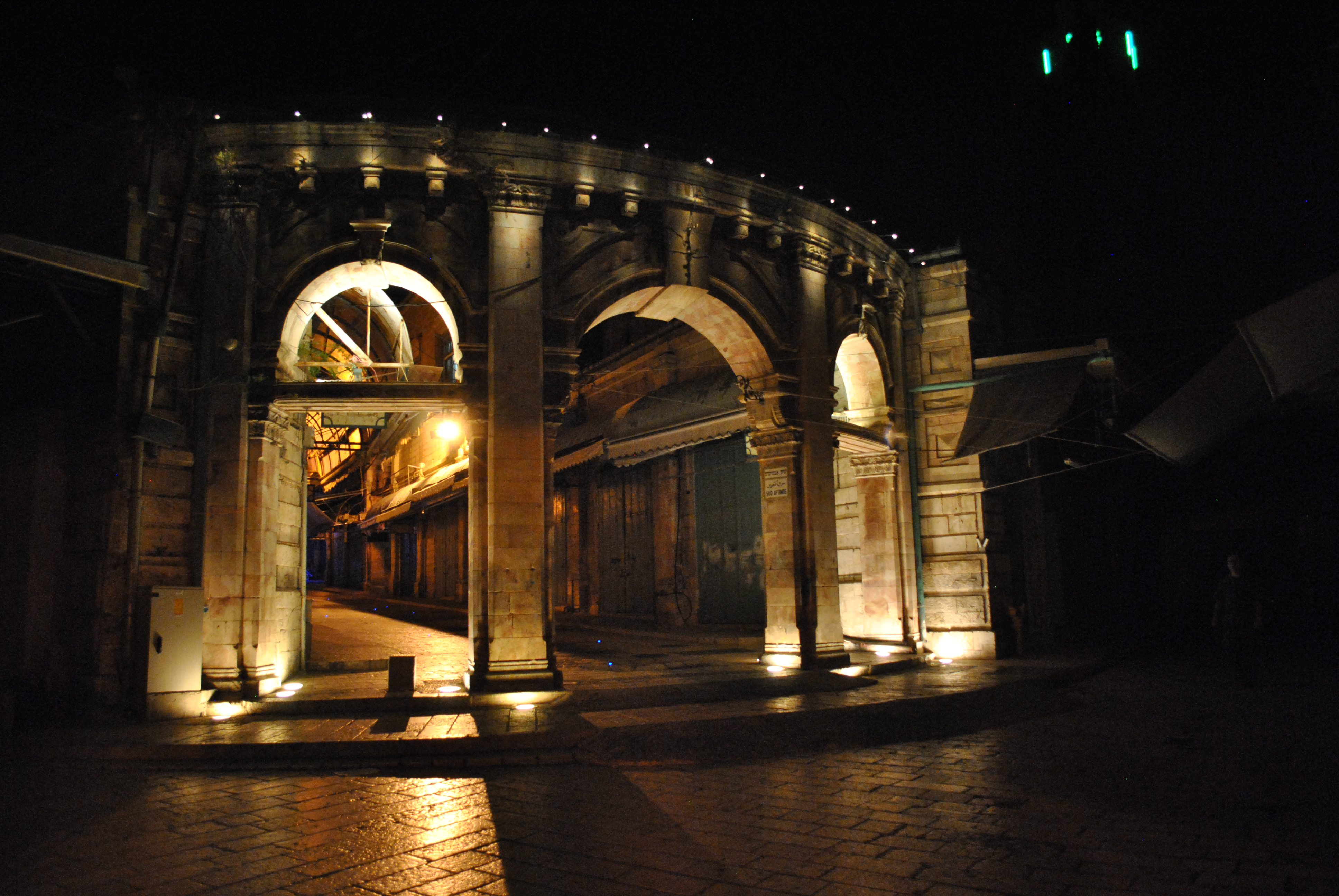
Портик до ринку Сук-Афімос

Щоб забезпечити рівне представництво, у 1868 році султан передав західну частину Муристану Грецькому православному патріархату. Зараз на цій території знаходиться грецький ринок або базар Сук-Афтімос, який спеціалізується на шкіряних виробах. Прохід до цього ринку з вулиці Муристан позначений портиком, а від самого ринку в різні сторони відходить ряд сполучених між собою коротких вуличок з магазинами та кількома кафе. Вулиця Муристан була побудована в 1903 році грецькою православною владою. У центрі базарної площі — декоративний фонтан (XIX ст.); на північному кінці району Муристан розташована мечеть Омара, побудована в 1216 році сином Салах ад-Діна на честь візиту халіфа Омара до Єрусалиму в 637 році, коли він молився на сходах Храму Гробу Господнього, а не всередині, щоб він міг залишитися Християнською святинею.

## Археологічні дослідження

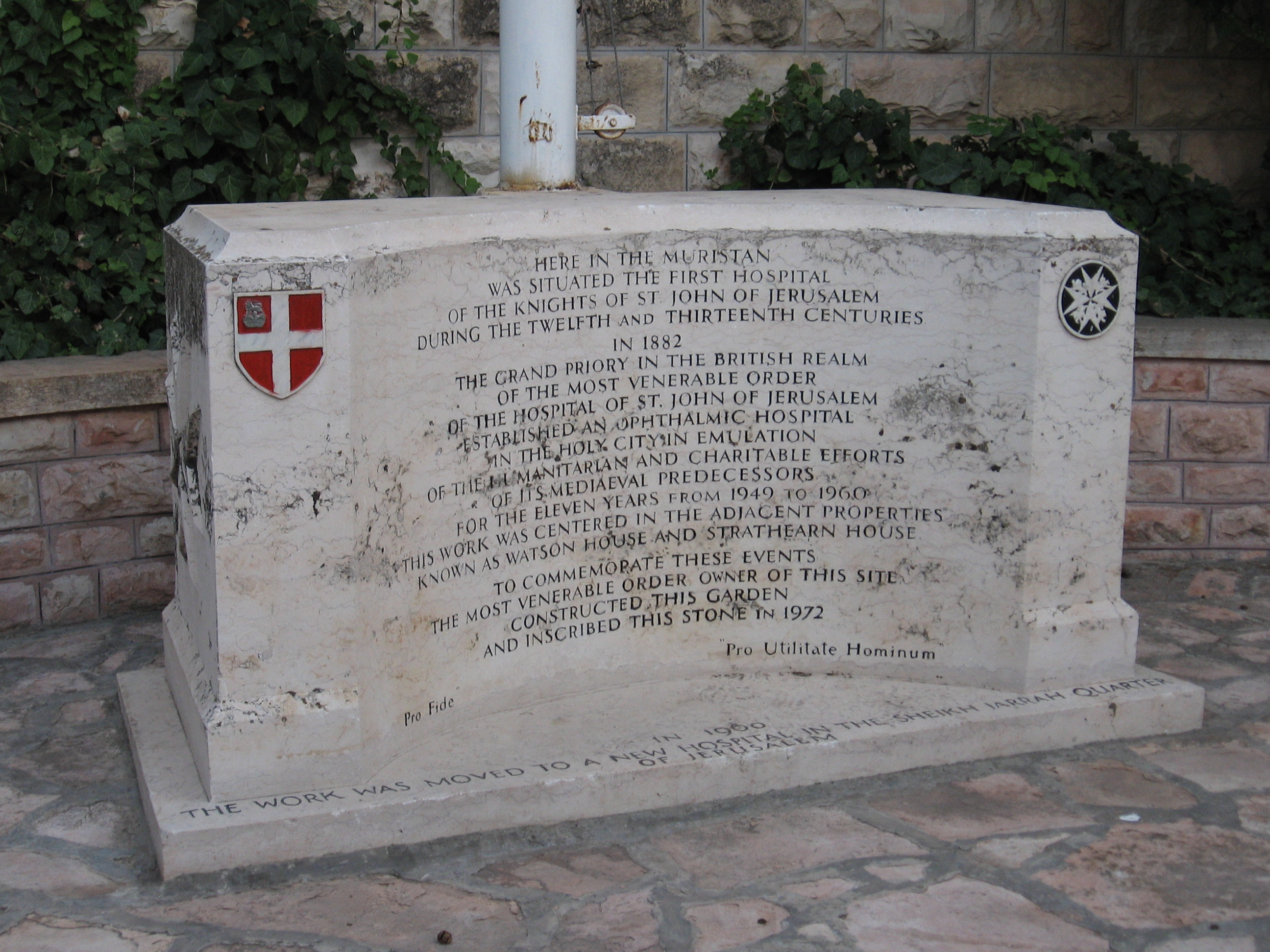
Меморіальний камінь на вулиці Муристан, що позначає місце розташування шпиталю Ордена Лицарів Святого Іоанна.

Розкопки Муристану проводилися на початку XX століття і показали, що комплекс Госпітальєрів займав прямокутну  площу розміром 150 метрів (зі сходу на захід) на 130 метрів (з півночі на південь). У перші десятиліття ХХ століття від оригінальних будівель мало що залишилося. Залишки включали церкву Мар Ханна, низку арок на вулиці Давида та залишки північних дверей церкви госпітальєрів Св. Марії Латинської, які були включені до сучасної лютеранської церкви Спастеля. Сьогодні від лікарні залишився сучасний меморіал, розташований у невеликій ніші, відгородженій від вулиці залізними воротами та закритим двором. У 1902 році археолог Конрад Шик склав карту Мурстану, припускаючи існування під ним величезної цистерни.
У 2013 році ізраїльські археологи під керівництвом Рене Форестані та Аміта Ріма виявили залишки лікарні, споруди, що складалась з монументальної галереї з гостроверхими арочними дверима заввишки 6 метрів, яка містила до 2000 пацієнтів. Як і сучасні лікарні, будівля була поділена на кілька крил і секторів відповідно до характеру та стану пацієнтів. Члени ордену Госпітальєрів опікувалися хворими чоловіками та жінками різних віросповідань, приймали сиріт. Виявлена споруда була лише невеликою частиною того, що було великою лікарнею, яка займала площу в півтора гектара. Вона дуже нагадує споруду, виявлену під цитаделлю Сен-Жан-д'Акр, також побудовану лицарями ордена Святого Іоанна Єрусалимського.
Археологічний парк «Скрізь часи» (Durch die Zeiten), відкритий у листопаді 2012 року, розташований під головною навою Лютеранської церкви Спасителя, пропонує можливість ознайомитись більш ніж 2000-річною історією міста Єрусалим.